# Andreas Dieterich
Andreas Dieterich, auch Pater Narcissus (* 11. April 1717 in Mittelstreu, Landkreis Rhön-Grabfeld; † 23. Dezember 1778 in Mainz) war ein deutscher Augustiner-Pater und Organist.

## Leben
Er war der Sohn eines Lehrers. Schon in den Klöstern in Erfurt, Würzburg, Uttenweiler und Lauingen (Donau) wirkte Dieterich (Pater Narcissus) als Organist. Später wurde er Nachfolger von Balthasar Wüst im Augustiner-Kloster zu Mainz und ein ebenso bedeutender, heute vergessener Musiker.